# موسی اکرمی
موسی اکرمی (زادهٔ ۹ خرداد ۱۳۳۲، چقاسیاه، شازند / شاه‌زند، استان مرکزی) نویسنده، مترجم، ویراستار، استاد (تمام) دانشگاه در گروه فلسفهٔ علم دانشگاه آزاد اسلامی واحد علوم و تحقیقات تهران، با تخصص در فیزیک و فلسفه است. زمینه‌های پژوهشی مورد علاقهٔ او عبارتند از مابعدالطبیعه، (در سنت فلسفهٔ تحلیلی)، فلسفهٔ علم (به ویژه فلسفهٔ فیزیک و فلسفهٔ ریاضیات)، تاریخ علم، فلسفهٔ هنر، فلسفهٔ منطق، و فلسفهٔ سیاسی.

## زندگی علمی
موسی اکرمی تحصیلات ابتدایی را در روستاهای سوارآباد و چقاسیاه از توابع شازند، واقع در استان مرکزی به پایان برد، و پس از پایان دوران متوسطه در اراک، تحصیلات در رشتهٔ فیزیک را در اصفهان و شیراز و تحصیلات در فلسفه را در تهران به پایان رساند.
اکرمی پس از چندین سال تدریس در چندین دانشگاه، و پس از سال‌ها همکاری غیر مستقیم با استاد احمد بیرشک در ترجمهٔ درایه‌هائی از زندگینامهٔ علمی دانشوران، در سال ۱۳۷۴ در بنیاد دانشنامه بزرگ فارسی وقت (پژوهشکده دانشنامه نگاری کنونی، در پژوهشگاه علوم انسانی و مطالعات فرهنگی) به عنوان مؤلف، مترجم، ویراستار، و معاون پژوهشی به همکاری مستقیم با استاد احمد بیرشک پرداخت.
اکرمی در سال ۱۳۸۲ دوباره به تدریس، در دانشگاه آزاد اسلامی واحد علوم و تحقیقات تهران، روی آورد، و از اَمُرداد ماه ۱۳۸۳ مدیریت گروه فلسفهٔ علم دانشکدهٔ الهیات و فلسفهٔ آن دانشگاه را عهده‌دار شد که تا اَمُردادماه ۱۳۹۴ ادامه یافت.
موسی اکرمی از سال ۱۳۸۳تا اواخر سال ۱۳۹۷ در سه نوبت به مدت حدود ده سال معاون «دانشکدهٔ الهیات و فلسفه» بوده است. او که در ۱۳۹۱به مرتبهٔ علمی استادی رسیده است همچنان عضو گروه فلسفهٔ علم دانشگاه خود است.
اکرمی بنیادگذار دورهٔ دکتری در رشتهٔ فلسفهٔ علم در ایران، و همچنین بنیادگذار دکتری رشتهٔ فلسفهٔ هنر در دانشگاه خود است.
«مرکز علوم و ستاره‌شناسی تهران» در سال جهانی نجوم (۲۰۰۹ / ۱۳۸۸) مراسم نکوداشتی با عنوان «جاودانه‌روشنای اندیشه و دانش» درنکوداشت موسی اکرمی، با لقب «گاه‌شناسِ دانای نویسا به سالشماری و کیهان‌شناسِ توانای گویای اندیشه‌داری»، برگزار کرد.
موسی اکرمی از شاگردانِ استادان احمد کیاست‌پور، یوسف ثبوتی، نعمت‌الله ریاضی، میر عبدالحسین نقیب‌زاده، رضا داوری اردکانی، غلامحسین ابراهیمی دینانی، و غلامرضا اعوانی است.

### الف. تألیف
1. اکرمی، موسی، واژه نامهٔ کیهان‌شناسی (انگلیسی به فارسی و فارسی به انگلیسی)، بنیاد دانشنامه بزرگ فارسی، ۱۳۷۶
2. اکرمی، موسی، از دم صبح ازل تا آخر شام ابد (تبیین کیهان شناختی آغاز و انجام جهان)، بنیاد دانشنامه بزرگ فارسی، ۱۳۷۷
3. اکرمی، موسی، کیهان‌شناسی افلاطون، تهران:نشر دشتستان، ۱۳۸۰
4. اکرمی، موسی، گاهشماری ایرانی، تهران دفتر پژوهشهای فرهنگی، چاپ اول، ۱۳۸۰، چاپ دوم، ۱۳۸۴
5. اکرمی، موسی، کانت و مابعدالطبیعه، تهران: گام نو، چاپ اول، ۱۳۸۴
6. اکرمی، موسی، درآمدی بر فلسفهٔ کیهان‌شناسی، تهران: مؤسسهٔ پژوهشی نگاه معاصر، چاپ اول، ۱۳۹۲
7. اکرمی، موسی، فلسفه از تعبیر جهان تا تغییر جهان، تهران: مؤسسهٔ پژوهشی نگاه معاصر، چاپ اول، ۱۳۹۳
8. - اکرمی، موسی، آریا (رُمان)، تهران: مؤسسهٔ انتشاراتی نگاه، چاپ اول، ۱۳۹۵
9. اکرمی، موسی، قانون اساسی زمینشهر، تهران: نشر نگاه معاصر، چاپ اول، ۱۳۹۵
10. اکرمی، موسی، شأن هستی‌شناختی عشق و آفرینش انسان، اصفهان: نشر فردا، چاپ اول، ۱۳۹۶
11. اکرمی، موسی، مسئلهٔ علم در ایران: از تاریخ و فلسفهٔ علم تا فرهنگ دانشگاهی، تهران: پژوهشکدهٔ مطالعات فرهنگی و اجتماعی (وابسته به وزارت علوم، تحقیقات، و فناوری)، ۱۳۹۶
12. اکرمی، موسی، مسئلهٔ گاهشماری و بهترین روش کبیسه‌گیری در گاهشماری ایرانی، تهران: نشر بَرسَم، چاپ یکم، ۱۴۰۰

### ب. ترجمه و ویرایش
1. رایشنباخ، هانس، پیدایش فلسفهٔ علمی، ترجمهٔ موسی اکرمی، انتشارات علمی و فرهنگی، چاپ یکم، ۱۳۷۱، چاپ دوم، ۱۳۸۴، چاپ سوم ۱۳۹۰
2. آیرز، فرانک، نظریه و مسائل نعادلات دیفرانسیل، ترجمهٔ موسی اکرمی (همراه با افزوده هائی از مترجم)، اراک: انتشارات فتح دانش، ۱۳۷۴
3. هاسپرس، جان، درآمدی بر تحلیل فلسفی، ترجمهٔ موسی اکرمی، انتشارات طرح نو، چاپ یکم، ۱۳۷۹، چاپ دوم، ۱۳۸۷
4. گودین، رابرت، و فلیپ پتیت (ویراستار)، فلسفهٔ سیاسی معاصر، دفتر یکم:دولت و جامعه، ترجمهٔ موسی اکرمی، سازمان چاپ و انتشارات وزارت امور خارجه و کتابخانهٔ تخصصی وزارت امور خارجه، چاپ یکم، ۱۳۸۱
5. گیلیسپی (سرویراستار)، زندگینامهٔ علمی دانشوران، ج. سوم، ترجمهٔ موسی اکرمی و دیگران، بنیاد دانشنامه بزرگ فارسی و انتشارات علمی و فرهنگی، ۱۳۷۵ (کتاب سال جمهوری اسلامی ایران در سال ۱۳۷۶)
6. هارت، فردریک، تاریخ هنر، ترجمهٔ موسی اکرمی و دیگران، نشر پیکان، چاپ یکم، ۱۳۸۲
7. دینه‌سن، ایساک، قصه‌های زمستانی، ترجمهٔ موسی اکرمی و دیگران، تهران: پیکان، چاپ یکم ۱۳۸۳؛ فرهنگ نشر نو، چاپ دوم ۱۴۰۰
8. لیپست (سرویر استار)، دائرةالمعارف دموکراسی، ترجمهٔ موسی اکرمی و دیگران، مؤسسه چاپ و انتشارات وزارت امور خارجه و کتابخانهٔ تخصصی وزارت امور خارجه، چاپ یکم، ۱۳۸۴
9. گیلیسپی (سرویراستار)، زندگینامهٔ علمی دانشوران، ج. چهارم، ترجمهٔ موسی اکرمی و دیگران، ویرایش موسی اکرمی و فریبرز مجیدی، بنیاد دانشنامه بزرگ فارسی و انتشارات علمی و فرهنگی، ۱۳۸۷
10. گیلیسپی (سرویراستار)، زندگینامهٔ علمی دانشوران، ج. پنجم، ترجمهٔ موسی اکرمی و دیگران، ویرایش فریبرز مجیدی، بنیاد دانشنامه بزرگ فارسی و انتشارات علمی و فرهنگی، ۱۳۹۲
11. رالز، جان، لیبرالیسم سیاسی، ترجمهٔ موسی اکرمی، تهران: نشر ثالث، چاپ یکم، ۱۳۹۲، چاپ دوم، ۱۳۹۳، چاپ پنجم ۱۴۰۱
12. ویلسن، برایان، و جمی کرسوِل (ویراستار)، جنبش‌های دینی جدید: چالش و واکنش، گزینش و گزارش موسی اکرمی، تهران: مؤسسهٔ پژوهشی نگاه معاصر، چاپ یکم، ۱۳۹۳
13. پسیلوس، استاتیس، فرهنگ توصیفی فلسفهٔ علم (ترجمهٔ Philosophy of Science A-Z، همراه با افزوده‌های درون‌متنی، پانوشت‌ها و یادداشت‌های توضیحی مترجم)، ترجمهٔ موسی اکرمی، تهران: نشر هرمس، چاپ یکم ۱۴۰۱

### پ. مشارکت در تألیف
- Akrami, Musa (2000) «From Logical Complementarity and Pluralism to Super-logic" , in J. -Y. Beziau and A. Costa-leite (eds), Perspctives on Universal Logic, Italy, Polimetrica, pp. 67–81
- Akrami, Musa (2009) «Difficulties with Popper's Nontraditional Conception of Metaphysics" , in Parusniková, Zuzana; Cohen, R.S. (Eds), Rethinking Popper, Boston Studies in the Philosophy of Science , Vol. 272, Springer, pp. 397–416
- Akrami, Musa (2015) «Ibn Sina's Two-Partite Versus Nine-Partite Logicography" , in Arnold Koslow and Arthur Buchsbaum (eds), The Road to Universal Logic, Switzerland, Springer International Publishing (Birkhauser), pp. 1–112
- Akrami, Musa (2020), “Logic in Islam and Islamic Logic”, in Ricardo Sousa Silvestre, Benedikt Paul Göcke, Jean-Yvez Béziau, Purushottama Bilimoria (eds.), Beyond Faith and Rationality, Springer, pp. 277-300

- اکرمی، موسی، «درآمدی بر چند و چون تأثیرپذیری نیما از شعر نو اروپا» در می‌تراود مهتاب، یادمان نیما، به کوشش مجتبی مسعودی، تهران: ارغنون، ۱۳۷۳، صص ۱۰۸–۲۴۴
- اکرمی، موسی، و دیگران، گفت‌وگوی تمدن‌ها، تهران: شرکت چاپ و نشر کتابهای درسی ایران، ۱۳۸۲
- اکرمی، موسی، «ارسطو»، در ''دائرةالمعارف پزشکی اسلام و ایران''، زیر نظر علی اکبر ولایتی، تهران: فرهنگستان علوم پزشکی جمهوری اسلامی ایران و انتشارات امیرکبیر، چ. یکم، ۱۳۹۱
- اکرمی، موسی، «افلاطون»، در ''دائرةالمعارف پزشکی اسلام و ایران''، زیر نظر علی اکبر ولایتی، تهران: فرهنگستان علوم پزشکی جمهوری اسلامی ایران و انتشارات امیرکبیر، چ. یکم، ۱۳۹۱

## بازنشر آثار
آثار فلسفی موسی اکرمی توسط این سازمانها در ایران بازنشر شده است:
- بازنشر اثر موسی اکرمی در سایت کنسرسیوم محتوای ملی[۶]
- بازنشر اثر موسی اکرمی در سایت مؤسسه فرهنگی و اطلاع‌رسانی تبیان[۷]
- بازنشر اثر موسی اکرمی در سایت مرکز دائرةالمعارف بزرگ اسلامی[۸]